# The Cincinnati Post
The Cincinnati Post est un journal quotidien publié toute la semaine et les samedis à Cincinnati en Ohio. Créé en 1881, il acquiert le Cincinnati Times-Star en 1958, avant de disparaître en 2007 en rejoignant le Cincinnati Enquirer.